# Personaggi di Ghost Whisperer - Presenze

Melinda e Jim Clancy

Elenco dei personaggi della serie televisiva Ghost Whisperer - Presenze.

## Melinda Gordon
Melinda Gordon (stagioni 1-5), interpretata da Jennifer Love Hewitt, doppiata da Stella Musy.  Melinda è una donna giovane e molto bella con il potere di vedere i fantasmi e comunicare con loro. Questo potere è una prerogativa delle femmine della sua famiglia ed in seguito anche dei maschi, perché Melinda la trasmetterà a suo figlio. Melinda si impegna nell'aiutare gli spiriti dei morti ad entrare definitivamente nella vita ultraterrena: i fantasmi si rivolgono a lei per comunicare con i vivi e risolvere ciò che li tiene legati al mondo terreno.

## Jim Clancy
Jim Clancy (stagioni 1-5), interpretato da David Conrad, doppiato da Francesco Bulckaen. Jim è il marito di Melinda. Jim e Melinda si sposano e si trasferiscono a Grandview all'inizio della prima stagione. Jim era un vigile del fuoco e i due si incontrarono quando lui la salvò dal suo appartamento in fiamme. Jim viene a conoscenza del dono di Melinda (consistente nella capacità di comunicare con i fantasmi) all'inizio della serie; l'aiuta quando può, anche se la migliore amica di Melinda, Andrea, è la sua principale aiutante fino alla sua morte alla fine della prima stagione. È stato rivelato, nell'episodio pilota, che Jim è stato testimone della morte di suo fratello maggiore Dan quando era giovane. Dopo averlo visto morire e non essere stato capace di aiutarlo, Jim decide di diventare un paramedico. Dan è stato presente al matrimonio di Jim e Melinda come fantasma e ha conversato con Melinda durante la cerimonia. Nella quarta stagione, Jim viene coinvolto in una sparatoria, ferito alla spalla e trasportato in ospedale. Nonostante la ferita non sia grave, Jim muore comunque a causa di un'embolia cardiaca e lascia Melinda distrutta dal dolore. Pur di non lasciare la donna amata, Jim prende possesso del corpo di Sam Lucas, un uomo morto in un incidente in moto, nonostante Melinda glielo sconsigli. Una volta entrato nel corpo di Sam, però, Jim non ha memoria della sua vita passata, ma capisce di provare qualcosa per Melinda ed iniziare a frequentarla. Nonostante i tentativi di Melinda di fargli riacquistare la memoria, Jim riesce a ricordare la sua vita passata solo dopo un'esperienza di quasi morte per cercare di salvare Melinda. Dopo essersi sistemato con la sua nuova identità, Jim decide di sfruttare questa seconda occasione per seguire il suo sogno di una vita di diventare un dottore (professione che non aveva scelto perché, come rivela lui in un episodio, non ha mai avuto pazienza), sogno anche di Sam, che nella quinta ed ultima stagione riuscirà a realizzare e che si rivelerà molto utile per Melinda con alcuni fantasmi. Jim risposa Melinda nel luogo in cui si erano conosciuti in passato e, successivamente, avrà da quest'ultima un figlio, Aiden che compare per la prima volta a partire dalla quinta stagione.
Jim è un uomo diligente e coraggioso, profondamente innamorato di sua moglie Melinda. Ha un gran senso di responsabilità, tenta sempre di fare la cosa giusta ed aiutare le persone a lui care. Per farlo, non esita a mettere a repentaglio la sua vita. Jim è estremamente premuroso e si mostra sempre disponibile all'ascolto ed al supporto di Melinda quando quest'ultima ha dei problemi. Non è mai stato intimorito dalle capacità sovrannaturali di lei e, addirittura, cerca di aiutarla con i fantasmi in molte occasioni. Ad esempio, nella terza stagione, Jim conforta Matt, un soldato di ritorno dall'Iraq che diviene paranoico a causa della presenza dei fantasmi dei suoi commilitoni morti e per lo stress post-traumatico, nella piazza della città per evitare che si suicidi. Jim ha diversi hobby: è bravo a cucinare ed è un appassionato di ciclismo, passione che accantona dopo essere diventato medico.

## Sam Lucas
Sam Lucas è il corpo in cui si reincarna Jim dopo la sua morte. Nacque da Nancy Lucas e Gerald Lucas, ed era il fratello maggiore di Jordan Lucas. Al liceo era fidanzato con Nikki, ma poi i due si lasciarono successivamente. Prima di morire in un incidente in moto, Sam era un architetto, ma il suo sogno era quello di diventare un medico. L'attore che interpreta il ruolo di Sam nella quarta e quinta stagione è Kenneth Mitchell.

## Andrea Marino
Andrea Joyce Marino (a volte scritto come Moreno), interpretata da Aisha Tyler, ha fatto parte del cast principale della prima stagione della serie televisiva Ghost Whisperer. Ha lavorato a New York come assistente procuratore distrettuale, fino a quando si è trasferita a Grandview e ha ottenuto un lavoro presso "Same As It Never Was", il negozio di antiquariato di proprietà di Melinda. Andrea era single fino a poco prima della sua morte, quando si era innamorata di un poeta sensibile di nome Ashton Belluso. La famiglia di Andrea non è mai stata esplorata. Tuttavia, suo fratello Mitch Marino visita regolarmente Andrea a Grandview e   quando Andrea deve passare oltre è rivelato che anche suo padre è morto. Andrea è la migliore amica di Melinda Gordon, che spesso le confida i suoi segreti più intimi e si fida di lei al punto da rivelarle il suo dono di parlare con i morti, di cui Andrea sembra insolitamente contenta. Andrea a volte aiuta Melinda con i suoi problemi con i fantasmi. Rimane shoccata quando scopre di essere stata schiacciata da un aereo e di non essersene resa conto.

## Delia Banks
Delia Banks (stagioni 2-5), interpretata da Camryn Manheim, doppiata da Francesca Guadagno. Delia rimase vedova qualche anno prima che lei conoscesse Melinda, quando suo marito Charlie fu ucciso da un uomo che voleva rapinarlo. Delia soffre molto per la morte del marito e da allora cresce da sola il loro figlio Ned. Delia conosce Melinda poco dopo la morte di Andrea, quando entra nel suo negozio dopo che il figlio aveva tentato di rubare dei biglietti dal negozio d'antiquariato. Le due donne fanno velocemente amicizia e Delia confida a Melinda che è diventata agente immobiliare per poter mantenere sé stessa e Ned dopo la morte di suo marito ma che il suo lavoro non le piace; Melinda allora le offre un lavoro e da allora le due donne legano sempre di più anche se Melinda non si sente di dirle delle sue capacità. Nella puntata "Il primo fantasma di Delia", Melinda vede il fantasma di Charlie e confessa a Delia le sue capacità di medium e la presenza del fantasma di suo marito; Delia reagisce negativamente alla notizia, litigando con lei e dandole della pazza. Dopo aver fatto passare oltre Charlie, Melinda e Delia si riappacificano anche se la donna continuerà a nutrire dubbi nei confronti dei fantasmi e di ciò che può fare Melinda; da allora anche se ha accettato le stranezze di Melinda, Delia cercherà continuamente di evitare l'argomento fantasmi. Alla fine della seconda stagione Melinda ha paura che possa accadere qualcosa a Delia dato che aveva avuto una visione in cui era morta: quando la donna ha un incidente in casa e finisce in ospedale Melinda la prega di credere in quello che fa e stare attenta e da questo momento Delia crederà un po' di più ai fantasmi e a volte l'aiuterà anche a cercare informazioni sulle persone morte che Melinda deve aiutare. Nella quarta stagione quando Jim muore e s'incarna in Sam Lucas e quando Melinda lo racconta, Delia crede che sia un suo modo di elaborare il lutto; ha così una brutta discussione con lei perché si rifiuta di credere nel sovrannaturale. Delia così esce dal negozio e va al campo da basket per fare una sorpresa a Ned ma non lo trova e quando lo chiama al cellulare Ned gli dice che quel giorno non aveva gli allenamenti ma che tutti i lunedì andava a giocare a basket con Jim. Al campo poi vede Sam che gli dice che non sa perché ma ha la sensazione di avere un appuntamento lì con qualcuno. Allora Delia si convince che Melinda aveva ragione e che Jim è ancora vivo in Sam e da quel momento comincia a credere veramente nel dono di Melinda e ad aiutarla come può in ciò che fa. Durante l'ultima stagione, per poter pagare il college a Ned, Delia torna a fare l'agente immobiliare, pur continuando a lavorare con Melinda.

## Rick Payne
Rick Payne (stagioni 2-4), interpretato da Jay Mohr, doppiato da Riccardo Rossi. Payne è un professore di un college vicino Grandview, dove tiene corsi sul paranormale e sull'occulto ma nonostante la sua professione, Payne è scettico di natura. Incontra Melinda durante un'indagine della sensitiva per aiutare uno spirito; successivamente aiuta ripetutamente Melinda e ne diviene un amico, tanto che la ragazza lo mette presto a conoscenza del suo segreto. Partirà per un viaggio solitario.

## Ned Banks
Ned Banks (stagioni 3-5), interpretato da Christoph Sanders, doppiato da Fabrizio De Flaviis. 
Compare dalla terza stagione. Ned è il figlio di Delia e compare, per la prima volta, nella seconda stagione, dove ha 11 anni ed è interpretato da Tyler Patrick Jones (doppiato in italiano da Ilaria Stagni prima e da Jacopo Castagna poi). È un bambino introverso, amante dello skateboard e del rock. Ned apprende del dono di Melinda quando la sente parlare con un uomo delle sue capacità. Successivamente scopre che anche suo padre è rimasto sulla terra e le crede immediatamente a differenza di sua madre Delia, alla quale occorre molto più tempo per metabolizzare la notizia. Nella terza stagione, Ned è interpretato da un nuovo attore, Christoph Sanders come un ragazzo sedicenne biondo (dopo la sua prima comparsa, avrà invece i capelli castani e con lo stesso taglio di Tyler Patrick Jones), alla mano e con tanti amici a scuola. Spesso aiuta Melinda a interagire con gli spiriti che disturbano i suoi compagni di scuola, perdendo quindi il carattere introverso che aveva caratterizzato il personaggio da bambino. Nella quinta stagione frequenta l'università.

## Eli James
Eli James (stagioni 4-5), interpretato da Jamie Kennedy, doppiato da Massimiliano Manfredi. Professore di psicologia, compare nel primo episodio della quarta stagione.
Durante l'incendio in un edificio al campus della Rockland University il 3 ottobre 2008, Eli sembra morire per poi tornare in vita; questa esperienza ai confini della morte lo rende in grado di sentire i fantasmi e comunicare con loro, ma non di vederli come Melinda. Attraverso la quarta stagione, lui migliora la sua abilità e comincia ad aiutare Melinda nel far passare oltre i fantasmi. La sua ex fidanzata, Zoe, muore all'ultima puntata della quarta stagione a causa di un ladro che, influenzato da un Osservatore, entra a casa sua e lei cade dalle scale. Lui è adesso il guardiano del "Libro dei Cambiamenti" dopo la morte di Zoe che era il precedente guardiano. Eli è un uomo sincero e responsabile. All'inizio non sembra credere nel paranormale e si trova costantemente in contrasto con il suo nuovo potere. In breve tempo riuscirà però a diventare un abile aiutante di Melinda, con la quale instaura un rapporto di profonda amicizia, diventando il suo migliore amico e lo "zio" preferito di suo figlio Aiden. Dimostra di essere disposto a sacrificare la sua stessa vita pur di salvare quella di Melinda. In un'occasione, pur non sapendo nuotare, Eli arriva a gettarsi in acqua pur di salvarla. Il personaggio, molte volte, ha un ruolo comico, in quanto può solo sentire e parlare con i fantasmi senza vederli, quindi a volte gli sembra di parlare da solo.

## Aiden Lucas
Aiden Lucas (stagione 5), interpretato da Connor Gibbs, doppiato da Ruggero Valli. Aiden Lucas è il figlio di Melinda e Jim e compare nella quinta stagione, quando ha cinque anni. I suoi nomi derivano dal padre di Jim e il cognome di Sam. Come la madre, può vedere e parlare con gli spiriti, ma a differenza di Melinda ha anche il potere di vedere i loro pensieri ed emozioni, e riesce a vedere anche gli Sfavilli, spiriti dei bambini che passano oltre e che possono fare avanti e indietro, e le Ombre, spiriti che sono passati oltre solo a metà.